# Aeropuerto Nacional Campo Río Verde
El Aeropuerto Nacional Campo Rioverde  o Aeropuerto de Rioverde (Código OACI: MM14 - Código DGAC: RVR), es un pequeño aeropuerto ubicado 5 km al este de Rioverde, San Luis Potosí, México. Cuenta con una pista de aterrizaje asfaltada pero sin iluminar con orientación 09/27 de 1630 metros de largo y 22 metros de ancho, además de una plataforma de aviación de 2745 metros cuadrados y una pequeña torre de control. El aeropuerto se encuentra en un terreno de un área de 49.5 ha.

## Accidentes e incidentes
- El 2 de noviembre de 2018 una aeronave ultraligera Fisher FP-202 Koala sin matrícula impactó tierra mientras realizaba maniobras de aterrizaje en el aeródromo. La aeronave volaba a baja altura al momento de la aproximación por lo que tocó tierra antes de llegar a la pista. El piloto (quien fue alcalde de Rioverde) resultó con heridas, por lo que fue trasladado a una clínica local.[3][4]